# Zugot
Zugot (hebr. i aram. הזוגות, Pary) – w historii judaizmu 10 uczonych zgrupowanych w następujące po sobie pary. Według tradycji zasługą par było przetrwanie Prawa Ustnego. 
Liczne ich sentencje, a także pewne anegdotyczne informacje dotyczące biografii zawarte zostały w Talmudzie. Imiona członków Zugot znane są z traktatu Pirke Awot. Dokładne daty ich życia i działalności nie są znane. Tradycyjnie pierwszy z pary był przewodniczącym sanhedrynu i nasi, a drugi jego zastępcą i przewodniczącym bejt dinu. Część z uczonych będących członkami zugot należało do stronnictwa faryzeuszy.
W kolejności następują:
- I. Jose ben Joezer z Ceredy i Jose ben Jochanan z Jerozolimy (rządy Antiocha IV Epifanesa i powstanie Machabeuszów)
- II. Jehoszua ben Perachja i Nittaj (Mattaj) z Arbeli (rządy Jana Hyrkana I)
- III. Jehuda ben Tabbaj i Szymon ben Szetach (rządy Aleksandra Janneusza oraz Aleksandry Salome)
- IV. Szemajasz i Awtaljon (początki rządów Heroda Wielkiego)
- V. Hillel i Szammaj (rządy Heroda Wielkiego i bezpośrednio po nich) – początkowo parą Hillela był Menachem Esseńczyk, zastąpił go jednak Szammaj[4]

Działalność Zugot pozwoliła zachować ciągłość między rządami Machabeuszy a czasami tannaitów.